# Feuerköpfl
Das Feuerköpfl ist ein 1292 m ü. A. hoher Berg in den Brandenberger Alpen. Er ist der Hausberg des Höhlensteinhauses und von dort in 10 Minuten zu erreichen.
Das Höhlensteinhaus selbst ist aus dem Tal von Niederbreitenbach im Inntal in etwa 2½ Stunden von Süden her erreichbar, von Thiersee im Norden in rund 1½ Stunden.